# 揚州博物館
揚州博物館，又称扬州双博馆，由扬州中国雕版印刷博物馆和扬州博物馆新馆组成，位於中国江苏省揚州市邗江區文昌西路。最重點為印刷史和造船史的演繹，以及元代蟠龍瓶。兼有隋煬帝下江南的介紹。

## 历史
扬州博物馆的的前身是1951年建立的扬州文物馆及同年筹建的苏北博物馆。2003年8月成立扬州中国雕版印刷博物馆。扬州双博馆于2003年10月18日开工，2005年竣工并对外开放。

## 镇馆之宝
- 元代霁蓝釉白龙纹梅瓶，全球现仅存三件：一件收藏于吉美国立亚洲艺术博物馆，龙头部分留有烧制时的明显瑕疵；另一件收藏于颐和园，但瓶身有震荡导致的明显裂隙。